# バッレーア
バッレーア（イタリア語: Barrea）は、イタリア共和国アブルッツォ州ラクイラ県にある、人口約700人の基礎自治体（コムーネ）。

## 地理

### 位置・広がり

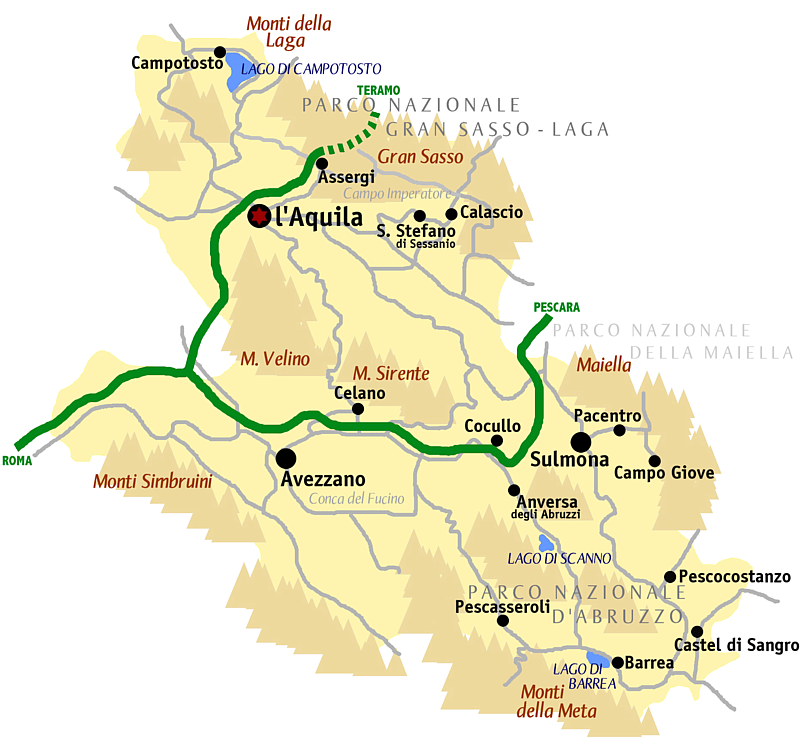
ラクイラ県概略図

ラクイラ県南部に位置するコムーネ。

#### 隣接コムーネ
隣接するコムーネは以下の通り。括弧内のFRはフロジノーネ県（ラツィオ州）所属を示す。
- アルフェデーナ
- チヴィテッラ・アルフェデーナ
- ピチニスコ (FR)
- リヴィゾンドリ
- ロッカラーゾ
- スカンノ
- スコントローネ
- セッテフラーティ (FR)
- ヴィッレッタ・バッレーア

## 自然・環境
アブルッツォ・ラツィオ・モリーゼ国立自然公園に含まれる。一帯にホシハジロ、コガモ、シカ、オオカミ、マルシカヒグマなどが生息しており、ユーラシアカワウソの個体数も回復している。
ヤナギとギンドロの河畔林に囲まれたバッレーア湖はラムサール条約登録湿地である。サングロ川を堰き止めて作られたダム湖で、バッレーアから上流（北西）へ、チヴィテッラ・アルフェデーナ、ヴィッレッタ・バッレーアにまたがっている。イタリアのラムサール条約登録地一覧も参照。

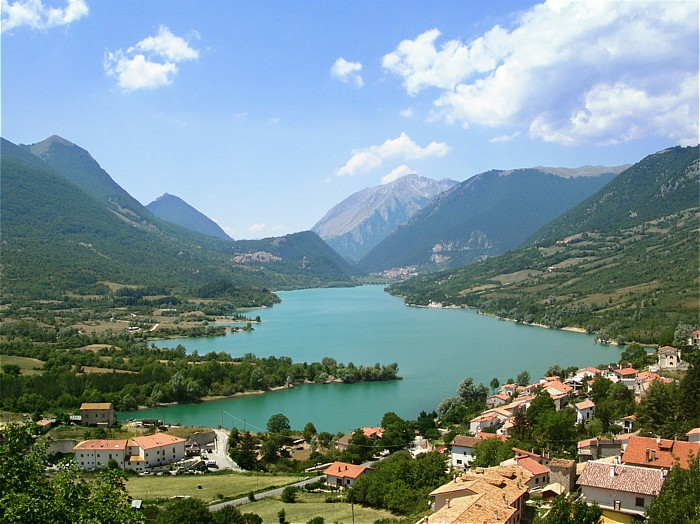
夏のバッレーア湖
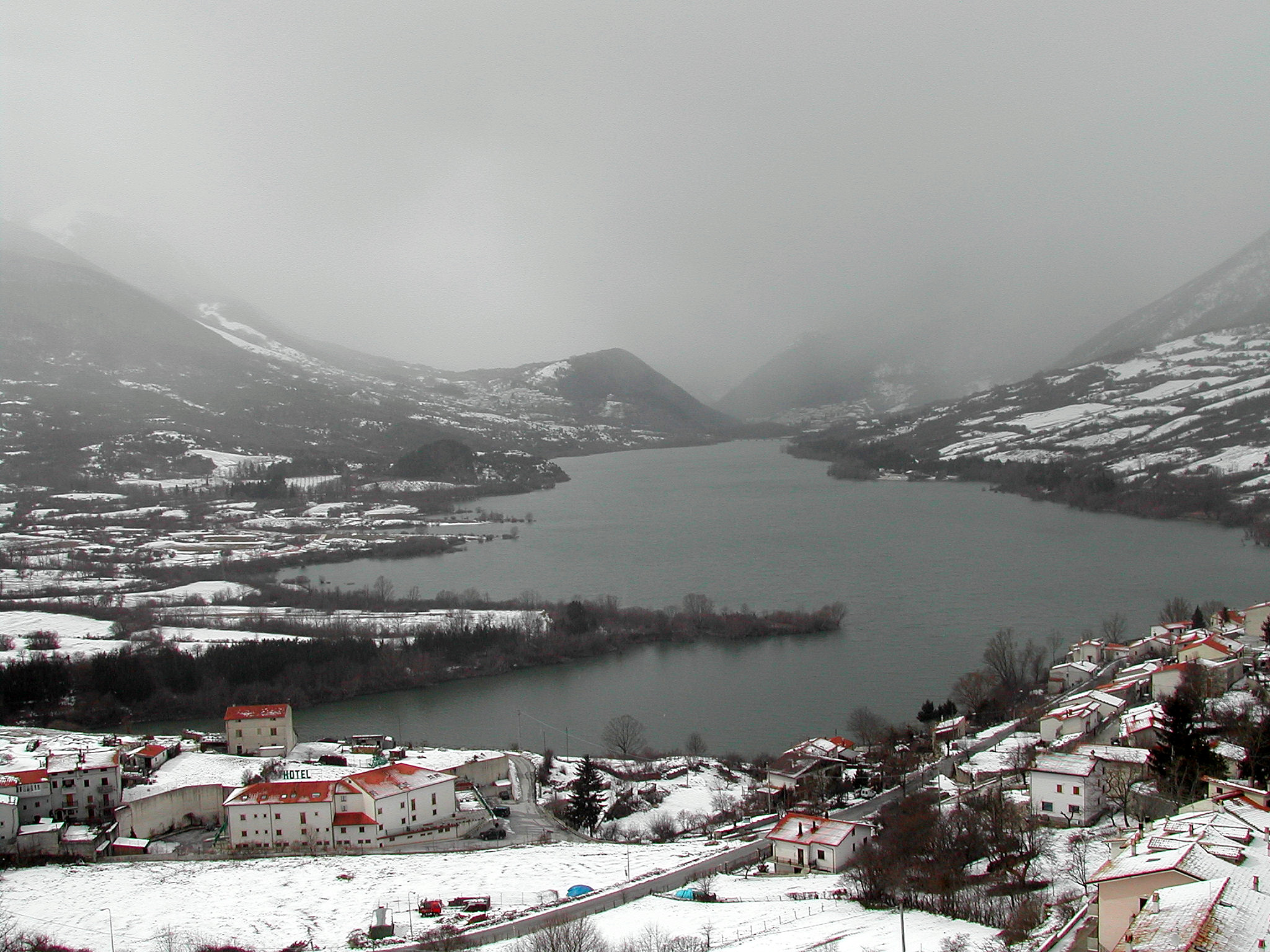
冬のバッレーア湖